# Else Gebel
Else Gebel (Augusta, 5 luglio 1905 – Monaco di Baviera, 1964) è stata un'attivista tedesca nella resistenza comunista contro il nazionalsocialismo. È conosciuta soprattutto per la sua prigionia congiunta con Sophie Scholl nel centro di controllo della Gestapo nel Wittelsbacher Palais di Monaco prima della sua esecuzione.

## Biografia
Else Gebel crebbe con i suoi due fratelli Willy e Arno. Era strettamente associata a Willy Gebel, entrambe vissute in un appartamento condiviso fino al 1935. La madre morì a vent'anni. I tre fratelli furono critici nei confronti della dottrina nazista. Lavorò fino ai pogrom del novembre 1938 come capo segretario del proprietario del grande magazzino ebraico Max Uhlfelder a Monaco. Il suo grande magazzino Uhlfelder fu devastato dai nazisti nel Reichspogromnacht del 1938, Max Uhlfelder fu arrestato e portato nel campo di concentramento di Dachau. Altrimenti Gebel fuggì. Successivamente fu assunta dalla Diamalt, una società che produceva estratto di malto per panifici, fino al suo arresto.
Lei e suo fratello Willy Gebel erano membri dell'Aufbruch-Arbeitskreis, in seguito "Gruppe Römer-Uhrig" attorno a Josef Römer e Robert Uhrig, un gruppo di resistenza comunista contro il nazionalsocialismo. Nel 1942 furono rintracciati con una lettera con citazioni di Ludwig Thoma contro Adolf Hitler e arrestati. Suo fratello Willy fu condannato a morte il 24 marzo 1944 e giustiziato nell'aprile 1944. Fu condannata il 20 giugno 1944 per un periodo di un anno e quattro mesi e dovette lavorare come contabile per i nazionalsocialisti.
Durante la sua detenzione preventiva, incontrò Sophie Scholl, che era stata arrestata il 18 febbraio 1943, fecero amicizia e conversò con lei. Il 22 febbraio 1943 Sophie Scholl, suo fratello Hans Scholl e il loro amico Christoph Probst furono condannati a morte.
Dopo la guerra, conservò molti ricordi della sua defunta compagna di cella. Morì nel 1964.

## Filmografia
- La Rosa Bianca - Sophie Scholl (Sophie Scholl - Die letzten Tage), regia di Marc Rothemund (2005), interpretata da Johanna Gastdorf.